# 全国マヨネーズ・ドレッシング類協会
全国マヨネーズ・ドレッシング類協会（ぜんこくマヨネーズドレッシングるいきょうかい）は、マヨネーズやドレッシングなどのメーカーで組織された業界団体。

## 沿革
- 1952年12月 - 全国マヨネーズ協会として発足。
- 2003年10月1日 - マヨネーズ・ドレッシング類に関するJAS規格の改正実施。
- 2004年2月20日 - 全国マヨネーズ・ドレッシング類協会に名称変更。

## 会員
- 味の素
- エスエスケイフーズ
- オリエンタル酵母工業
- キユーピー
- ケンコーマヨネーズ
- 日清オイリオグループ
- ピエトロ
- 丸和油脂
- Mizkan
- ユウキ食品
- 理研ビタミン